# Missile aria-superficie

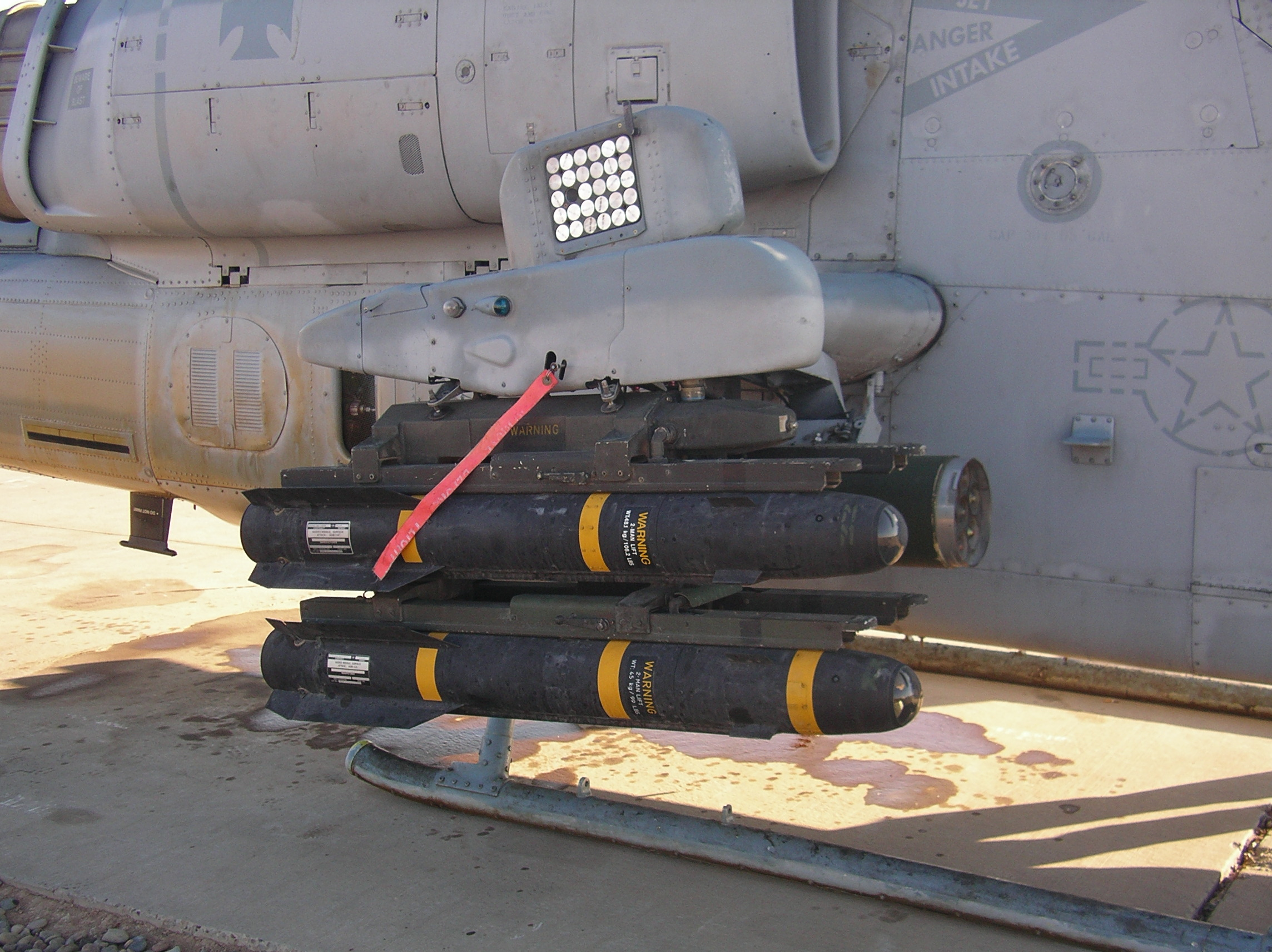
L'AGM-114 Hellfire, in questo caso caricati su un AH-1W Super Cobra, uno dei più noti rappresentanti di missili aria-superficie moderni con il quale sono equipaggiati sia aerodine ad ala fissa che ad ala rotante.

I missili aria-superficie, conosciuti anche come ASM (dall'inglese: Air to Surface Missile) oppure AGM (Air to Ground Missile) sono missili ad uso bellico con i quali sono equipaggiati diversi tipi di aerei militari (bombardieri, cacciabombardieri, da attacco al suolo) o di elicotteri d'attacco e che hanno il compito di colpire e distruggere obiettivi terrestri o navali.

## Storia

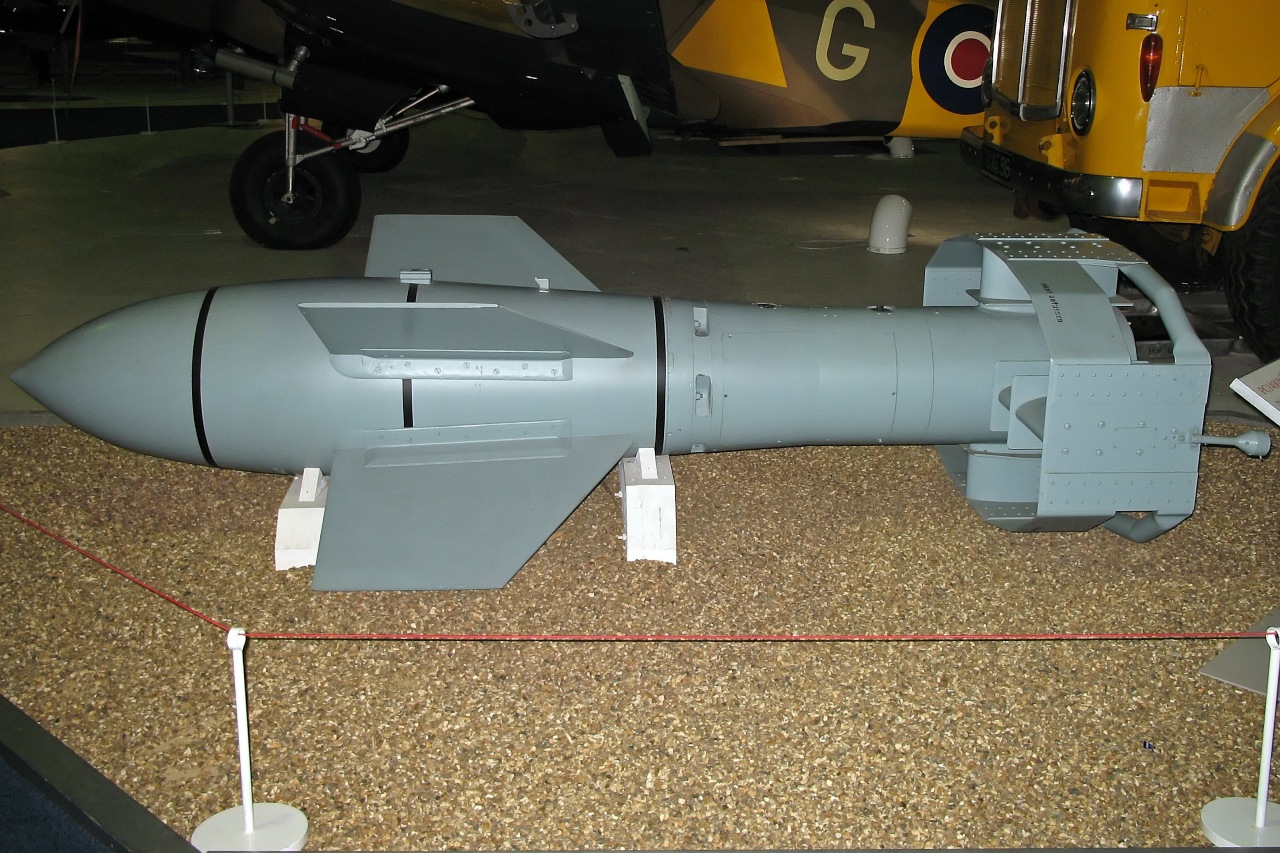
Ruhrstahl SD 1400 (Fritz X) esposto al RAF Museum, ad Hendon, nell'interland londinese

Con l'evoluzione del concetto di bombardamento tattico, in cui la precisione della distruzione del singolo obbiettivo era fondamentale nella riuscita della missione, le contromisure adottate per arginare questo tipo di minaccia aerea furono raffinate incrementando l'efficacia di armi contraerei a lunga e media gittata. La cadenza di tiro delle mitragliatrici e cannoni automatici da difesa costituivano un serio pericolo per i piloti e mezzi aerei che erano costretti ad incrementare blindature che ne appesantivano le strutture a discapito di velocità e manovrabilità. Una soluzione era quella di ricorrere in alternativa ad un bombardamento tattico della zona operativa non altrettanto efficace e dispendioso in risorse belliche.
I primi esperimenti per ovviare al problema furono quelli incentrati sullo studio e lo sviluppo di bombe che potessero raggiungere autonomamente l'obbiettivo con un accurato grado di approssimazione ed in modo parzialmente o totalmente autonomo permettendo al velivolo che lo trasportava di rimanere il più possibile al di fuori della portata delle armi nemiche.
Un primo esempio furono le bombe plananti guidate prima evoluzione delle normali bombe aeronautiche a caduta libera equipaggiate con superfici che generavano la necessaria portanza per essere indirizzate sull'obiettivo da dispositivi radiocomandati o automatici. Il limite di questa soluzione era quella di essere vincolati dalla velocità del lancio e dalla limitata possibilità di indirizzare l'ordigno verso obbiettivi in movimento.
Il secondo passo evolutivo fu quello di sfruttare le conoscenze acquisite nella propulsione a razzo applicando motori autonomi agli ordigni per incrementare sia la velocità di approccio che una potenziale migliore capacità di approccio e manovrabilità dell'ordigno. Un esempio dell'efficacia di questa soluzione è l'affondamento della nave da battaglia Roma e del danneggiamento della gemella Italia (ex Littorio) della Regia Marina tramite l'uso della Ruhrstahl SD 1400, più nota con il nome in codice Alleato di Fritz X, sganciata da un Dornier Do 217 K-2 della Luftwaffe durante le ultime fasi della seconda guerra mondiale.
Nella bibliografia quest'arma si trova descritta sia come bomba guidata a razzo sia come missile aria-superficie dandole implicitamente il ruolo di uno dei capostipiti del concetto di sistema d'arma moderno.

## Descrizione tecnica
Concettualmente hanno un uso simile alle bombe plananti guidate ma possedendo un qualche tipo di propulsione autonoma sono considerati missili. I due tipi più usati di propulsione per i missili aria-superficie sono i motori a razzo, per i missili a breve raggio, e i motori a reazione, sia turbogetto che nelle versioni più recenti turboventola per quelli a medio e lungo raggio.
Alcuni missili aria-superficie di produzione sovietico-russa sono propulsi da statoreattori che permettono loro di ottenere lunghe gittate a velocità elevata.

### Evoluzione
I primi missili erano radiocomandati dal velivolo vettore; successivamente vennero attivati attraverso una spoletta di prossimità, comandata da un radioaltimetro come quello utilizzato nelle prime bombe atomiche. Successivamente vennero creati vari dispositivi di guida, dal radar usato per guidare i missili antinave come il sovietico AS-4 Kitchen, alla guida TV come per lo statunitense AGM-62 Walleye, alla guida termica attraverso sensori infrarossi che puntavano al calore emesso dal bersaglio, e la cui capacità di autoguida in termini di distanza dipendeva dalla quantità di calore emessa dal bersaglio stesso. Un ulteriore sistema di guida viene fornito dalle emissioni elettromagnetiche, come gli impulsi emessi dai radar o dalle trasmittenti radio, e questa classe di missili viene detta ARM (Anti-Radiation Missile, cioè Missile Anti-Radiazioni); tra questi abbiamo il russo AS-9 Kyle, lo statunitense AGM-88 HARM e l'inglese ALARM.
Un ulteriore sistema di guida, molto più recente è il GPS, usato ad esempio nel missile statunitense AGM-158 Joint Air to Surface Standoff Missile (JASSM)

### Tipi
Esistono diversi tipi di missili aria-superficie:
- missile anticarro aviolanciato (arma caratteristica degli elicotteri da combattimento)
- missile da crociera aviolanciato
- missile antinave aviolanciato
- missile antiradar aviolanciato

In genere, più alto e veloce è l'aeromobile che effettua il lancio, maggiore è la distanza utile che l'arma può coprire. Per missili a lunga gittata questa differenza può essere piccola, ma i missili a breve raggio, come l'AGM-65 Maverick, il lancio da alta quota aumenta significativamente il raggio d'azione.
Vi sono stati esempi di missili balistici lanciati da aerei, ma si è trattato di applicazioni rare. A volte, il missili aria-superficie vengono suddivisi tra tattici e strategici. Questa classificazione è basata sul tipo di esplosivo della testata, che in un caso è di tipo convenzionale o una bomba nucleare di piccola potenza (tattica), nel caso di missili strategici, viene invece installata una testata nucleare di grande potenza (strategica).

## Lista missili aria-superficie
I missili aria-superficie possono essere suddivisi in missilii: aria-terra, antiradar e antinave.

### Aria-terra
- AGM-62 Walleye e Walleye II - USA
- AGM-65 Maverick - USA
- AGM-86 CALCM - USA
- AGM-123 Skipper e Skipper II - USA
- AGM-142 Popeye (Have Nap) - Israele
- AGM-154 JSOW - USA
- AGM-158 JASSM - USA
- AS-14 Kedge (Russia Cod. Kh-29)
- AS-17 Krypton (Russia Cod. Kh-31)
- Blue Steel (UK)
- Brimstone- MBDA (F-I-UK-D)
- Storm Shadow (Scalp-EG/Storm Shadow) - MBDA (F-I-UK-D)

### Antiradar
- AGM-88 HARM - (USA&MBDA (I-D))
- ALARM - MBDA (UK)
- AS-11 Kilter (Russia Cod. Kh-58)
- AS-12 Kegler (Russia Cod. Kh-25/Kh-27)

### Antinave
- AGM-84 Harpoon - USA
- AGM-119 Penguin - Norvegia
- AS.12 - Francia